# Colby (Wisconsin)
Colby é uma cidade localizada no estado norte-americano de Wisconsin, no Condado de Clark e Condado de Marathon.

## Demografia
Segundo o censo norte-americano de 2000, a sua população era de 1616 habitantes.
Em 2006, foi estimada uma população de 1707, um aumento de 91 (5.6%).

## Geografia
De acordo com o United States Census Bureau tem uma área de
3,8 km², dos quais 3,8 km² cobertos por terra e 0,0 km² cobertos por água.

## Localidades na vizinhança
O diagrama seguinte representa as localidades num raio de 20 km ao redor de Colby.